# Paul Ryan
Pour les articles homonymes, voir Ryan et Paul Ryan (homonymie).
Paul Davis Ryan, né le 29 janvier 1970 à Janesville (Wisconsin), est un homme politique américain, membre du Parti républicain.
Élu pour le premier district du Wisconsin à la Chambre des représentants depuis 1999, il est élu président de la commission du budget de la chambre basse en 2011. Désigné candidat du Parti républicain à la vice-présidence des États-Unis pour l'élection présidentielle de 2012, il est le colistier de Mitt Romney : le ticket est battu par le président et vice-président sortants, Barack Obama et Joe Biden.
En 2015, il est choisi comme président de la Chambre des représentants après la démission de John Boehner, vivement contesté par l'aile droite du Parti républicain. Il quitte ses fonctions en 2019, après la victoire des démocrates aux élections de mi-mandat, lors desquelles il ne se représentait pas.

## Biographie

### Jeunesse et études
Paul Davis Ryan naît le 29 janvier 1970 à Janesville, dans le Wisconsin ; il est le plus jeune des quatre enfants de l'avocat Paul Murray Ryan et d'Elizabeth A. Hutter. Il a des origines irlandaise, allemande et britannique.
Après de bonnes études secondaires au sein d'un établissement religieux, Paul Ryan entame des études en économie et en sciences politiques à l'université Miami, dans l'Ohio. Au cours de cette période, il s'intéresse particulièrement à l'étude du libéralisme et commence à lire les œuvres de Friedrich Hayek, Ludwig von Mises et Milton Friedman, avant de découvrir la pensée d'Ayn Rand, dont il dit qu'elle l'a profondément influencé depuis. En outre, il intègre les rangs des College Republicans, une association d'étudiants conservateurs favorables aux idées et aux valeurs défendues par le Parti républicain.

### Parcours politique

#### Débuts politiques
Après ses études, il travaille ensuite comme assistant sur les questions économiques du sénateur républicain du Wisconsin Bob Kasten. Ce dernier est battu en 1992 par Russ Feingold et Ryan rejoint l'équipe de « Empower America », un groupe de pression conservateur formé par Jack Kemp, William Bennett, Jeane Kirkpatrick et Vin Weber (en). Ryan rédige des discours et effectue des analyses économiques. En 1996, Ryan suit Kemp lorsque celui-ci est choisi par Bob Dole pour être son colistier lors de l'élection présidentielle de 1996. Après la défaite du ticket Dole-Kemp face à Bill Clinton, Ryan rejoint l'équipe du sénateur du Kansas Sam Brownback.

#### Cadre du Parti républicain
À la Chambre, Ryan se fait connaître pour ses positions budgétaires. Il propose plusieurs lois visant à réduire les impôts, les dépenses et le déficit fédéral et à privatiser la sécurité sociale. Après la victoire des républicains aux élections de mi-mandat en novembre 2010, Ryan devient, en janvier 2011, le président de la commission budgétaire de la Chambre (House Committee on the Budget) et ce jusqu'en janvier 2015, durant les 112e et 113e congrès. Ryan devient peu à peu le spécialiste républicain des questions budgétaires et ses idées sur la question forment le cœur du programme budgétaire du parti,.
En 2011, Ryan est choisi par le Parti républicain pour répondre au discours sur l'état de l'Union du président Barack Obama.

#### Candidat à la vice-présidence des États-Unis
Le 11 août 2012, Mitt Romney, candidat à l'investiture du Parti républicain pour l'élection présidentielle de 2012, choisit Ryan sur son « ticket » comme candidat à la vice-présidence,. Le ticket Romney-Ryan est battu lors de l'élection présidentielle. Ryan, aussi candidat à la réélection dans son district du Wisconsin le même jour, l'emporte avec 54,9 % des voix face au démocrate Rob Zerban.

#### Président de la Chambre des représentants
Le 25 septembre 2015, John Boehner, le président de la Chambre des représentants (speaker), annonce sa démission. Il déclare que Kevin McCarthy, le chef de la majorité républicaine à la Chambre, ferait un excellent speaker. Le 28, McCarthy annonce sa candidature pour remplacer Boehner. Il la retire le 8 octobre, devant la difficulté de convaincre les représentants républicains les plus à droite et proches du Tea Party de soutenir sa candidature. La candidature de Ryan est alors évoquée mais ce dernier est critiqué dans les cercles les plus conservateurs et Ryan lui-même n'est que peu intéressé par le poste et les tendances en conflit du parti. Il demande comme condition à sa candidature le soutien officiel des trois tendances du parti et l'obtient. Ryan présente donc sa candidature,. Il est élu au poste de speaker le 29 octobre avec 236, contre 184 à la démocrate Nancy Pelosi et 9 au républicain Daniel Webster. Le républicain Tom Price lui succède alors à la tête de la commission du budget.
Pendant les primaires présidentielles de 2016, Donald Trump fait la course en tête. Ryan se démarque de certains propos tenus par Trump pendant la campagne sur les musulmans, les femmes, les immigrés mais aussi sur ses positions politiques et sur le refus de Trump de prendre ses distances avec l'ancien Grand Wizard du Ku Klux Klan David Duke. Il déclare alors ne pas être prêt à soutenir Trump. Quelques jours plus tard, Trump et Ryan se rencontrent et annoncent qu'ils ont plus de points communs que de désaccords. Toutefois, Ryan n'apporte pas encore son soutien à Trump. Il le fait le 2 juin mais le 7 juin, il critique un commentaire de Trump qu'il juge raciste à l'égard d'un juge d'origine mexicaine.
Le 11 avril 2018, Paul Ryan annonce qu'il ne sera pas candidat à un nouveau mandat lors des élections de novembre. Alors qu'il comptait d'abord démissionner après les élections de mi-mandat, pour passer davantage de temps avec sa famille, il estime finalement ne pas pouvoir le faire en « bonne conscience ».

### Vie privée
Paul Ryan est marié à Janna Little. Le couple a trois enfants : Liza, Charlie et Sam. Paul Ryan est un supporter des Packers de Green Bay.

## Orientations politiques
Paul Ryan est considéré comme un représentant de l'aile droite du Parti républicain. Il est notamment partisan du libéralisme économique, d'une diminution de la dépense et des recettes publiques et de la privatisation de la couverture santé et des retraites. Il est également catholique militant et est opposé à l'avortement.